# Dirty Laundry
«Dirty Laundry» — четвертий американський та п'ятий загальний і фінальний сингл п'ятого студійного альбому американської кантрі-співачки Керрі Андервуд — «Storyteller». В США пісня вийшла 5 вересня 2016. Пісня написана Заком Кроувеллом, Ешлі Горлі та Гілларі Ліндсі; зпродюсована Джей Джойсом.

## Список композицій
Цифрове завантаження
1. "Dirty Laundry" – 3:25

## Музичне відео
Відеокліп зрежисовано Шейном Дрейком. Прем'єра музичного відео відбулася в жовтні 2016. Станом на травень 2018 музичне відео мало 26 мільйонів переглядів на відеохостингу YouTube.

## Живі виконання
Андервуд виконала пісню 16 вересня 2016 на шоу The Ellen DeGeneres Show. 2 листопада 2016 вона виконала пісню на 50-ій церемонії нагородження CMA Awards разом із акомпануванням музичного гурту, який складався повністю із жінок, включаючи співачку-гітаристку Оріанті.

## Чарти
Тижневі чарти
| Чарт (2016-17)                   | Місце |
| -------------------------------- | ----- |
| Canadian Hot 100                 | 71    |
| Canada Country (Billboard)       | 1     |
| U.S. Billboard Hot 100           | 48    |
| U.S. Billboard Hot Country Songs | 3     |
| U.S. Billboard Country Airplay   | 2     |

Річні чарти
| Чарт (2017)                    | Місце |
| ------------------------------ | ----- |
| Canada Country (Billboard)     | 47    |
| U.S. Billboard Country Airplay | 51    |

## Продажі
Станом на липень 2017 по США було продано 296,000 копій синглу.

## Історія релізів
| Країна | Дата           | Формат(и)            | Лейбл            | Виноски     |
| ------ | -------------- | -------------------- | ---------------- | ----------- |
| США    | 5 вересня 2016 | Цифрове завантаження | Arista Nashville | [ 5 ] [ 6 ] |
| Канада | 5 вересня 2016 | Цифрове завантаження | Arista Nashville | [ 5 ] [ 6 ] |